# Irzio Luigi Magliacani
Irzio Luigi Magliacani OFMCap (ur. 16 lutego 1892 w Castel del Piano we Włoszech, zm. 15 marca 1976) – włoski duchowny rzymskokatolicki, kapucyn, misjonarz, wikariusz apostolski Arabii.

## Biografia
20 marca 1915 otrzymał święcenia prezbiteriatu i został kapłanem Zakonu Braci Mniejszych Kapucynów.
23 października 1948 papież Pius XII mianował go administratorem apostolskim wikariatu apostolskiego Arabii. 25 grudnia 1949 ten sam papież mianował go wikariuszem apostolskim Arabii oraz biskupem tytularnym diumskim. 28 maja 1950 przyjął sakrę biskupią z rąk arcybiskupa florenckiego kard. Elii Dalla Costy. Współkonsekratorami byli arcybiskup Agry Evangelista Latino Enrico Vanni OFMCap oraz biskup Montalcino Ireneo Enrico Chelucci.
Jako ojciec soborowy wziął udział w soborze watykańskim II. Za jego pontyfikatu zbudowano pierwsze kościoły katolickie w Abu Zabi i w Dubaju.
Na emeryturę odszedł 4 listopada 1969.